# Clásico Majestuoso
El Clásico Majestuoso (en portugués Clássico Majestoso) es el encuentro de fútbol disputado por dos de los clubes más populares del Estado de San Pablo, Brasil: Corinthians y São Paulo. Fue el periodista y comentarista de A Gazeta Espotiva Thomaz Mazzoni quien bautizó el encuentro como Clásico Majestuoso. Es considerado como uno de los mayores clásicos de Brasil.
El Majestoso es el único clásico brasileño que se ha disputado en finales de competiciones a nivel estatal (Campeonato Paulista), regional (Torneo Río-São Paulo), nacional (Campeonato Brasileño) y continental (Recopa Sudamericana). También es el derbi de Brasil con más hinchas involucrados, ya que Corinthians y São Paulo son el segundo y tercer club con más aficionados del país, respectivamente. Los dos equipos, junto con Palmeiras y Santos, conforman los «cuatro grandes paulistas».

## Estadísticas

### Historial estadístico
| Torneo                    | PJ  | G. COR | E   | G. SPFC | Goles COR | Goles SPFC |
| ------------------------- | --- | ------ | --- | ------- | --------- | ---------- |
| Copa Libertadores         | 2   | 1      | 0   | 1       | 2         | 2          |
| Recopa Sudamericana       | 2   | 2      | 0   | 0       | 4         | 1          |
| Copa Conmebol             | 2   | 1      | 0   | 1       | 6         | 6          |
| Copa Internacional de Río | 1   | 0      | 1   | 0       | 1         | 1          |
| Campeonato Brasileño      | 79  | 27     | 31  | 21      | 88        | 82         |
| Copa de Brasil            | 4   | 2      | 0   | 2       | 5         | 5          |
| Torneo Río-São Paulo      | 22  | 7      | 8   | 7       | 37        | 31         |
| Campeonato Paulista       | 190 | 68     | 60  | 62      | 249       | 258        |
| Otros torneos y amistosos | 62  | 25     | 16  | 21      | 121       | 109        |
| Total                     | 364 | 133    | 116 | 115     | 513       | 495        |

### Evolución del historial por década
Para las siguientes estadísticas se tienen en cuenta todos los partidos, oficiales y amistosos, entre ambos equipos.
| Década    | Victorias de Corinthians | Empates | Victorias de São Paulo | Diferencia en el historial | Década ganada por |
| --------- | ------------------------ | ------- | ---------------------- | -------------------------- | ----------------- |
| 1930-1939 | 11                       | 7       | 10                     | +1 (11–10)                 | Corinthians       |
| 1940-1949 | 12                       | 7       | 14                     | +1 (23–24)                 | São Paulo         |
| 1950-1959 | 17                       | 12      | 15                     | +1 (40–39)                 | Corinthians       |
| 1960-1969 | 19                       | 12      | 12                     | +8 (59–51)                 | Corinthians       |
| 1970-1979 | 16                       | 16      | 9                      | +15 (75–60)                | Corinthians       |
| 1980-1989 | 10                       | 13      | 11                     | +14 (85–71)                | São Paulo         |
| 1990-1999 | 16                       | 17      | 12                     | +18 (101–83)               | Corinthians       |
| 2000-2009 | 9                        | 12      | 13                     | +14 (110–96)               | São Paulo         |
| 2010-2019 | 20                       | 13      | 9                      | +25 (130–105)              | Corinthians       |
| 2020-2029 | 3                        | 7       | 10                     | +18 (133–115)              | en curso          |

Datos actualizados al último partido jugado el 19 de julio de 2025.

### Récords
- La máxima cantidad de partidos invictos es de São Paulo: 14, entre 2003 y 2007. Fueron 9 victorias y 5 empates.[5]
- La máxima cantidad de partidos invictos de Corinthians fue de 12, entre 1976 y 1980. Fueron 8 victorias y 4 empates.
- El máximo goleador del clásico es Teleco, de Corinthians, con 27 goles. El máximo goleador de São Paulo es Serginho Chulapa, con 18 anotaciones.[6]

### Mayores goleadas
| Fecha       | Resultado   | Resultado | Resultado   | Motivo                    | Estadio             |
| ----------- | ----------- | --------- | ----------- | ------------------------- | ------------------- |
| 10 sep 1933 | São Paulo   | 6:1       | Corinthians | Campeonato Paulista 1933  | Estadio da Floresta |
| 22 nov 2015 | Corinthians | 6:1       | São Paulo   | Campeonato Brasileño 2015 | Arena Corinthians   |
| 10 mar 1996 | São Paulo   | 0:5       | Corinthians | Campeonato Paulista 1996  | Santa Cruz          |
| 26 jun 2011 | Corinthians | 5:0       | São Paulo   | Campeonato Brasileño 2011 | Pacaembu            |
| 1 ene 1946  | São Paulo   | 5:1       | Corinthians | Taça São Paulo 1946       | Pacaembu            |
| 16 abr 1947 | Corinthians | 5:1       | São Paulo   | Taça São Paulo 1947       | Pacaembu            |
| 3 jun 1962  | Corinthians | 5:1       | São Paulo   | Taça São Paulo 1962       | Parque São Jorge    |
| 8 may 2005  | Corinthians | 1:5       | São Paulo   | Campeonato Brasileño 2005 | Pacaembu            |
| 15 oct 1944 | Corinthians | 0:4       | São Paulo   | Campeonato Paulista 1944  | Pacaembu            |
| 26 ago 1951 | Corinthians | 4:0       | São Paulo   | Campeonato Paulista 1951  | Pacaembu            |
| 5 nov 1959  | São Paulo   | 4:0       | Corinthians | Campeonato Paulista 1959  | Pacaembu            |
| 10 ago 1980 | São Paulo   | 4:0       | Corinthians | Campeonato Paulista 1980  | Morumbi             |
| 6 jun 1999  | Corinthians | 4:0       | São Paulo   | Campeonato Paulista 1999  | Morumbi             |
| 5 nov 2016  | São Paulo   | 4:0       | Corinthians | Campeonato Brasileño 2016 | Morumbi             |

### Eliminaciones directas por torneos oficiales
Se listan los partidos eliminatorios oficiales de toda la historia. No se incluyen fases de torneos disputadas por puntos entre tres o más equipos.
     Torneo estatal.      Torneo regional.      Torneo nacional.      Torneo internacional.
| #  | Torneo                        | Ronda            | Resultados                                                | Desenlace                                              |
| -- | ----------------------------- | ---------------- | --------------------------------------------------------- | ------------------------------------------------------ |
| 1  | Taça Estado de São Paulo 1962 | Cuartos de final | São Paulo 2 - 0 Corinthians / Corinthians 5 - 1 São Paulo | Clasificó Corinthians.                                 |
| 2  | Torneo Laudo Natel 1973       | Semifinal        | Corinthians 1 - 0 São Paulo                               | Clasificó Corinthians.                                 |
| 3  | Campeonato Paulista 1982      | Final            | São Paulo 0 - 1 Corinthians / Corinthians 3 - 1 São Paulo | Campeón Corinthians.                                   |
| 4  | Campeonato Paulista 1983      | Final            | Corinthians 1 - 0 São Paulo / São Paulo 1 - 1 Corinthians | Campeón Corinthians.                                   |
| 5  | Campeonato Paulista 1987      | Final            | Corinthians 1 - 2 São Paulo / São Paulo 0 - 0 Corinthians | Campeón São Paulo.                                     |
| 6  | Campeonato Brasileño 1990     | Final            | São Paulo 0 - 1 Corinthians / Corinthians 1 - 0 São Paulo | Campeón Corinthians.                                   |
| 7  | Campeonato Paulista 1991      | Final            | São Paulo 3 - 0 Corinthians / Corinthians 0 - 0 São Paulo | Campeón São Paulo.                                     |
| 8  | Copa Conmebol 1994            | Semifinal        | Corinthians 3 - 4 São Paulo / São Paulo 2 - 3 Corinthians | Clasificó São Paulo en definición por penales (5-4).   |
| 9  | Campeonato Paulista 1998      | Final            | Corinthians 2 - 1 São Paulo / São Paulo 3 - 1 Corinthians | Campeón São Paulo.                                     |
| 10 | Campeonato Paulista 1999      | Semifinal        | Corinthians 4 - 0 São Paulo / São Paulo 1 - 1 Corinthians | Clasificó Corinthians.                                 |
| 11 | Campeonato Brasileño 1999     | Semifinal        | São Paulo 2 - 3 Corinthians / Corinthians 2 - 1 São Paulo | Clasificó Corinthians.                                 |
| 12 | Campeonato Paulista 2000      | Semifinal        | São Paulo 2 - 1 Corinthians / Corinthians 0 - 2 São Paulo | Clasificó São Paulo.                                   |
| 13 | Copa de Brasil 2002           | Semifinal        | São Paulo 0 - 2 Corinthians / Corinthians 1 - 2 São Paulo | Clasificó Corinthians.                                 |
| 14 | Torneo Río-São Paulo 2002     | Final            | São Paulo 2 - 3 Corinthians / Corinthians 1 - 1 São Paulo | Campeón Corinthians.                                   |
| 15 | Campeonato Paulista 2003      | Final            | Corinthians 3 - 2 São Paulo / São Paulo 2 - 3 Corinthians | Campeón Corinthians.                                   |
| 16 | Campeonato Paulista 2009      | Semifinal        | Corinthians 2 - 1 São Paulo / São Paulo 0 - 2 Corinthians | Clasificó Corinthians.                                 |
| 17 | Campeonato Paulista 2013      | Semifinal        | São Paulo 0 - 0 Corinthians                               | Clasificó Corinthians en definición por penales (4-3). |
| 18 | Recopa Sudamericana 2013      | Final            | São Paulo 1 - 2 Corinthians / Corinthians 2 - 0 São Paulo | Campeón Corinthians.                                   |
| 19 | Campeonato Paulista 2017      | Semifinal        | São Paulo 0 - 2 Corinthians / Corinthians 1 - 1 São Paulo | Clasificó Corinthians.                                 |
| 20 | Campeonato Paulista 2018      | Semifinal        | São Paulo 1 - 0 Corinthians / Corinthians 1 - 0 São Paulo | Clasificó Corinthians en definición por penales (5-4). |
| 21 | Campeonato Paulista 2019      | Final            | São Paulo 0 - 0 Corinthians / Corinthians 2 - 1 São Paulo | Campeón Corinthians.                                   |
| 22 | Campeonato Paulista 2022      | Semifinal        | São Paulo 2 - 1 Corinthians                               | Clasificó São Paulo.                                   |
| 23 | Copa de Brasil 2023           | Semifinal        | Corinthians 2 - 1 São Paulo / São Paulo 2 - 0 Corinthians | Clasificó São Paulo.                                   |

Detalles
- En 23 eliminaciones directas entre el período 1962-2023: Corinthians logró imponerse en 16 oportunidades, una vez por copas internacionales, dos veces por el Brasileirão, una vez por la Copa de Brasil, una vez por el Torneo Río-São Paulo, 9 veces por el Campeonato Paulista y 2 veces por copas estatales; mientras que São Paulo lo hizo en 7 ocasiones, 1 vez por copas internacionales, 1 vez por la Copa de Brasil y 5 veces por el Campeonato Paulista.
- Disputaron diez finales oficiales: Corinthians salió campeón en 7 ocasiones, mientras que São Paulo lo hizo en 3 oportunidades.

## Palmarés
| Competiciones                                           | Corinthians | São Paulo |
| ------------------------------------------------------- | ----------- | --------- |
| Campeonato Brasileño                                    | 7           | 6         |
| Copa de Brasil                                          | 3           | 1         |
| Supercopa de Brasil                                     | 1           | 1         |
| Copa Libertadores                                       | 1           | 3         |
| Copa Sudamericana                                       | 0           | 1         |
| Recopa Sudamericana                                     | 1           | 2         |
| Supercopa Sudamericana                                  | 0           | 1         |
| Copa Conmebol                                           | 0           | 1         |
| Copa Máster de Conmebol                                 | 0           | 1         |
| Copa Mundial de Clubes de la FIFA/Copa Intercontinental | 2           | 3         |
| Total                                                   | 15          | 20        |
| Otras competiciones                                     | Corinthians | São Paulo |
| Campeonato Paulista                                     | 31          | 22        |
| Supercampeonato Paulista                                | 0           | 1         |
| Río-São Paulo                                           | 5           | 1         |
| Total General                                           | 51          | 44        |

Nota: Aunque la Copa Intercontinental y la Copa Mundial de Clubes de la FIFA, son torneos oficialmente distintos, en Brasil se tratan muchas veces como si fueran lo mismo. 